# Cuadro político
Un cuadro político está formado por personas con habilidades de liderazgo que forman parte de un partido político.

## Historia
Durante la Guerra Fría había cuadros presentes en varios países comunistas que impulsaron la colectivización, entre ellos la Unión Soviética y la República Socialista de Rumania. La República Popular China mantiene un sistema de cuadros políticos.

## Uso de los cuadros
El uso de los cuadros políticos como mecanismo político puede adoptar la siguiente forma:
El despliegue de cuadros es el nombramiento por parte del partido gobernante de miembros leales a una institución, como medio para garantizar que la institución se mantenga fiel al mandato del partido, ello implica la creación de una estructura de poder integral. El empleo de cuadros es un proceso mediante el cual los partidos políticos en los estados totalitarios dan preferencia a sus políticas y objetivos al preferir a funcionarios que suscriban los valores fundamentales del partido en el poder.

## Cuadros en el marxismo
Para los militantes marxistas-leninistas, un cuadro es un grupo de intelectuales comprometidos, activos y experimentados, que comparten las mismas creencias políticas y participan juntos en el movimiento revolucionario. El término también puede referirse a un miembro de dicho grupo. En los países comunistas, un cuadro es un grupo de personas capacitadas para llevar a cabo los objetivos del partido, difundir y hacer cumplir la ideología oficial. Estos grupos están destinados a estimular la lealtad y la obediencia a las reglas y regulaciones del partido movilizando a los ciudadanos y fomentando la socialización de los medios de producción. Los funcionarios implementan la política oficial del partido comandado por el comité central. Al mismo tiempo, el partido promueve la conciencia de clase del proletariado. Los cuadros pueden ser desplegados en el campo o empleados en una oficina del partido comunista, el estado o la policía secreta. Los cuadros políticos se crean para promover la conciencia de clase y la lealtad al partido del gobierno entre los ciudadanos de un estado comunista.